# Orosházi FKSE
Maillots
Actualités
Dernière mise à jour : 20 octobre 2015.
Le Orosházi FKSE   est un club de handball, situé à Orosháza en Hongrie, évoluant en Nemzeti Bajnokság I.

## Histoire
- 1999: Fondation de l' Orosházi FKSE.
- 2001: Le club est champion de la Nemzeti Bajnokság I/B (division 2).
- 2010: Le club est champion de la Nemzeti Bajnokság I/B (division 2).
- 2011: Le club est dixième de la Nemzeti Bajnokság I.
- 2012: Le club est dixième de la Nemzeti Bajnokság I.
- 2013: Le club est troisième des Play-downs de la Nemzeti Bajnokság I.
- 2014: Le club est premier des Play-downs de la Nemzeti Bajnokság I.
- 2015: Le club est sixième de la Nemzeti Bajnokság I.

## Palmarès
- Nemzeti Bajnokság I/B (D2) (3): 2000-2001, 2009-2010 et 2018/2019
- Coupe de l'EHF (C2) : 3e tour en 2014/2015

## Campagne européenne
| Saison  | Compétition | Tour    | Club            | Domi. | Ext.  | Total |
| ------- | ----------- | ------- | --------------- | ----- | ----- | ----- |
| 2002-03 | Coupe EHF   | 2e tour | Portovik Yuzhny | 26-34 | 26-26 | 52-60 |
| 2014-15 | Coupe EHF   | 1e tour | HC Olimpus-85   | 28-28 | 28-34 | 62-56 |
| 2014-15 | Coupe EHF   | 2e tour | Initia Hasselt  | 30-21 | 25-26 | 56-46 |
| 2014-15 | Coupe EHF   | 3e tour | Skjern Håndbold | 25-32 | 40-20 | 45-72 |

## Effectif actuel
| N° | Poste | Nom                  | Date de naissance   | Taille | Arrivée | Club précédent     | Sélection |
| -- | ----- | -------------------- | ------------------- | ------ | ------- | ------------------ | --------- |
| 1  | GB    | Balázs Herjeczki     | 10/07/1987 (32 ans) | 1,85 m | 2009    | Győri ETO FKC      | -         |
| 24 | GB    | Gábor Busa           | 24/09/1987 (32 ans) | 1,86 m | 2019    | JS Cherbourg       | -         |
| 26 | GB    | Yunus Özmusul        | 04/02/1989 (31 ans) | 1,99 m | 2020    | AEK Athènes        | Turquie   |
| 2  | ALG   | József Ambrus        | 04/02/1979 (41 ans) | 1,92 m | 2010    | Debreceni VSC      | -         |
| 15 | ALG   | Khaled Essam         | 01/06/1998 (21 ans) | 1,75 m | 2018    | Al Ahly SC         | Égypte    |
| 44 | ALG   | László Németh        | 30/04/1989 (30 ans) | 1,88 m | 2013    | Balatonfüredi KSE  | -         |
| 9  | ALD   | Máté Pásztor         | 06/08/1993 (26 ans) | 1,90 m | 2014    | Formé au club      | -         |
| 35 | ALD   | Axel Kiss            | 21/10/2000 (19 ans) | 1,85 m | 2019    | Formé au club      | -         |
| 23 | DC    | Csaba Bella          | 17/03/1997 (23 ans) | 1,91 m | 2016    | Formé au club      | -         |
| 34 | DC    | Igor Mrsulja         | 24/06/1994 (25 ans) | 1,90 m | 2019    | HV KRAS / Volendam | -         |
| 13 | ARG   | Ottó Kancel          | 01/02/1995 (25 ans) | 2,02 m | 2019    | Balatonfüredi KSE  | Slovaquie |
| 19 | ARG   | Ákos Lele            | 24/03/1988 (32 ans) | 1,94 m | 2016    | Tatabánya KC       | -         |
| 29 | ARD   | Teimuraz Orjonikidze | 07/02/1996 (24 ans) | 1,98 m | 2019    | Ferencváros TC     | Géorgie   |
| 33 | ARD   | Savo Slavuljica      | 13/08/1998 (21 ans) | 1,88 m | 2018    | FK Dinamo Pančevo  | -         |
| 14 | PVT   | Szabolcs Döme        | 02/03/1994 (26 ans) | 1,88 m | 2015    | Csurgói KK         | -         |
| 17 | PVT   | Szabolcs Zubai       | 31/03/1984 (35 ans) | 1,91 m | 2018    | SC Pick Szeged     | Hongrie   |
| 21 | PVT   | Patrik Árpási        | 17/09/1996 (23 ans) | 1,97 m | 2017    | SC Pick Szeged     | -         |